# Lipiniella moderata
Lipiniella moderata är en tvåvingeart som beskrevs av Kalugina 1970. Lipiniella moderata ingår i släktet Lipiniella och familjen fjädermyggor. Arten har ej påträffats i Sverige. Inga underarter finns listade i Catalogue of Life.